# Ente Nacional Regulador del Gas
El Ente Nacional Regulador del Gas (ENARGAS) es un organismo autárquico en el ámbito de la Secretaría de Energía, que integra el Ministerio de Economía. Regula el transporte y distribución de gas natural. Fue creado en 1992 mediante la Ley 24.076 del Marco Regulatorio de la Industria del Gas. En julio de 2025, el gobierno de Javier Milei lo fusionó con el ENRE y creó el Ente Nacional Regulador del Gas y la Electricidad (ENRGE).

## Historia
El Ente Nacional Regulador del Gas (ENARGAS) fue creado en 1992 por disposición de la Ley de Gas Natural con el fin de realizar los objetivos establecidos. Fue creado en la órbita del Ministerio de Economía y Obras y Servicios Públicos.
En diciembre de 1999 fue transferido al Ministerio de Economía; en febrero de 2002 pasó al Ministerio de Economía e Infraestructura y en mayo de 2003, al Ministerio de Planificación Federal, Inversión Pública y Servicios. En diciembre de 2015 pasó al Ministerio de Energía y Minería y en octubre de 2018, a la Secretaría de Energía. En julio de 2021 el fiscal federal Guillermo Marijuan imputó a Juan José Aranguren y a otros cinco funcionarios del macrismo que dirigían Enargas por dolarizar las tarifas de gas lo cual provocó un perjuicio al Estado y los usuarios de 561 millones de dólares.

Desde diciembre de 2019 formó parte del Ministerio de Desarrollo Productivo,hasta la disolución del mismo cuando volvió al Ministerio de Economía.

## Objetivos
Sus principales objetivos son:
- Proteger los derechos de los consumidores
- Impulsar la competitividad de los mercados y propiciar las inversiones
- Regular el transporte y distribución de gas natural